# زویا یوسووا
زویا یوسووا (روسی: Зо́я Фёдоровна Ю́сова؛ زادهٔ ۱ آوریل ۱۹۴۸) بازیکن والیبال اهل اتحاد جماهیر شوروی سوسیالیستی است.